# Osterkerze

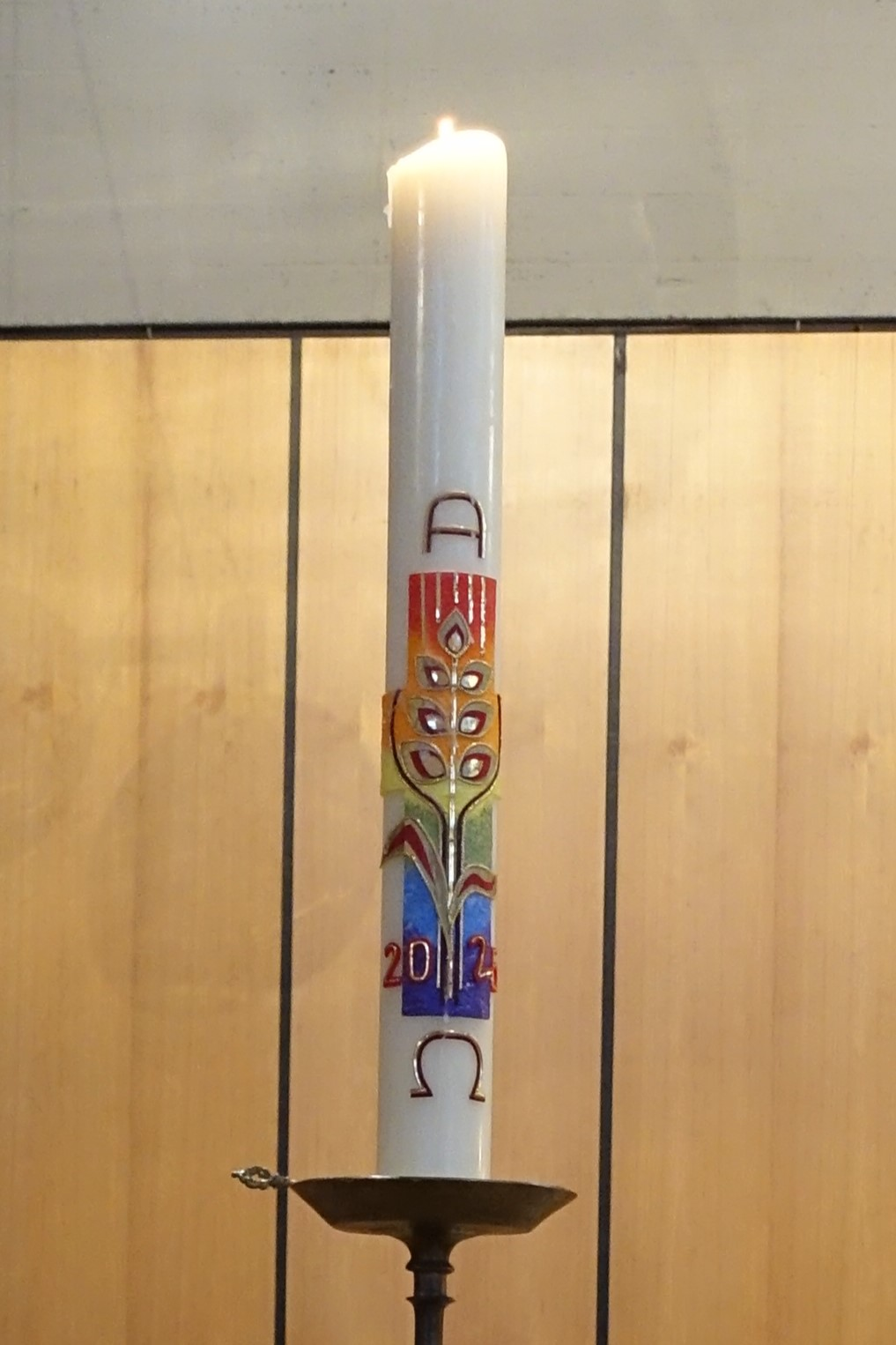
Brennende Osterkerze 2025

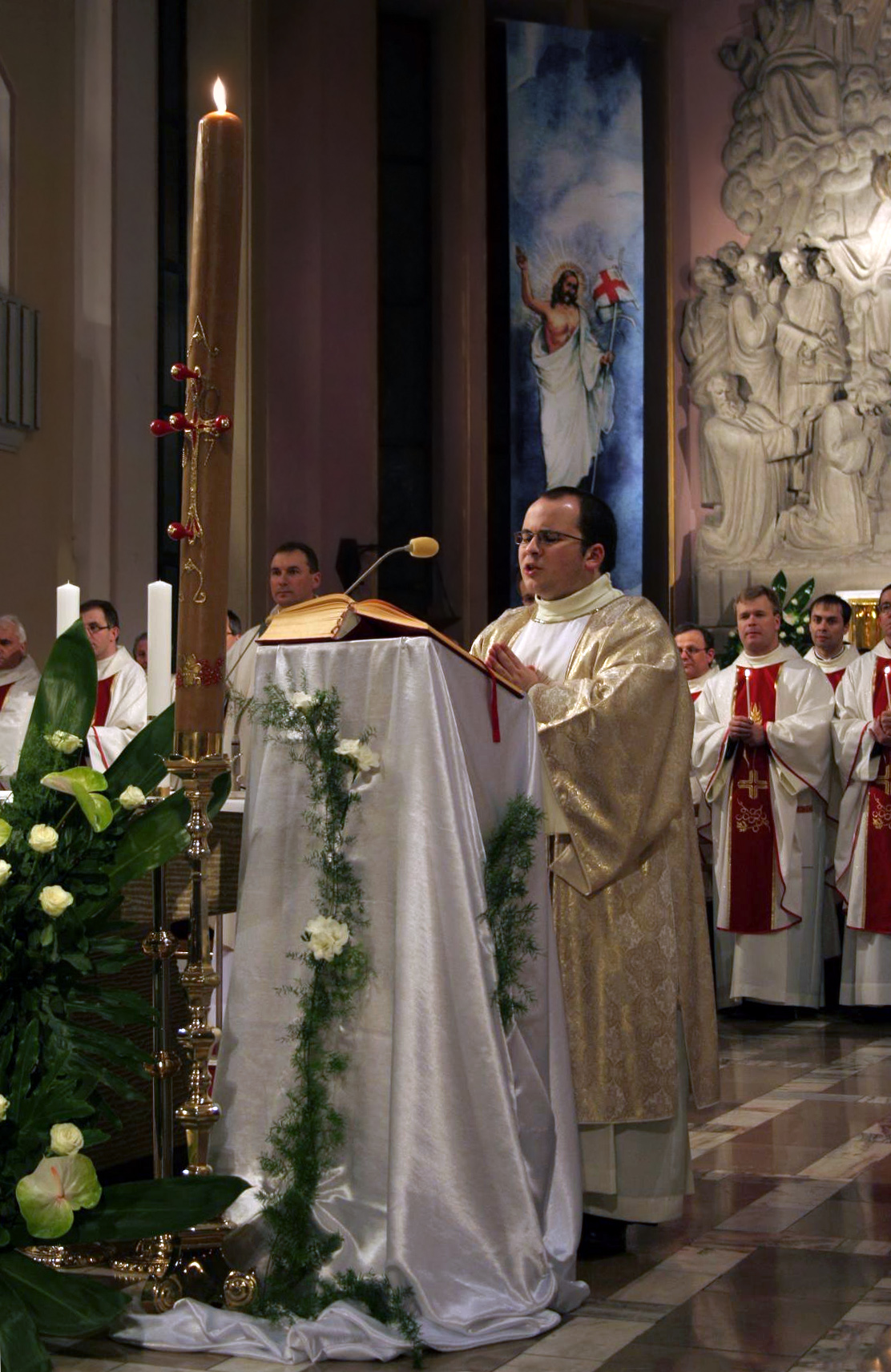
Der Diakon singt das Exsultet

Die Osterkerze (lateinisch Cereus paschalis) ist eine große Kerze aus Bienenwachs, die in der Liturgie der Westkirchen (römisch-katholische, altkatholische, anglikanische und lutherische Kirche) zu Beginn der Osternachtfeier am Osterfeuer bereitet, geweiht und entzündet wird.
Vergleichbar mit der Osterkerze ist in den orthodoxen Kirchen des byzantinischen Ritus in der Woche von der Osternacht bis zum ersten Sonntag nach Ostern ein spezieller Leuchter mit drei Kerzen, genannt „Trikirion“, in Gebrauch.

## Geschichte
Der Brauch, eine besondere Kerze am Osterfest zu entzünden, ist seit der Spätantike bezeugt. Der Diakon Präsidius von Piacenza bat Hieronymus um einen Text des österlichen Kerzenlobs oder eine Erläuterung dieses Brauchs, der in Piacenza wohl noch nicht üblich war. Hieronymus antwortete im Frühjahr 384, indem er die Bibel nach Erwähnungen von Kerzen durchging und feststellte: „Nirgends in Gottes Opferdienst wirst du Honig, nirgends den Gebrauch von Wachs, dagegen aber Lampenlichter und vom Öl genährte Flämmchen antreffen.“ Dieser negative Befund war für Hieronymus Anlass, dem Adressaten das Asketenleben zu empfehlen: „Sei überhaupt selbst eine Biene.“ Aus dieser Quelle geht hervor, dass Hieronymus das österliche Kerzenlob in einer Form kannte, der auf das Kerzenmaterial Wachs einging. Der Vortrag des Kerzenlobs war nach Hieronymus dem Diakon vorbehalten. Augustinus schreibt, dass er selbst ein Lob der Osterkerze (laus cerei) verfasst habe.
Außerhalb des christlichen Kultes war das Entzünden großer Kerzen eine Ehrenbezeigung, die sowohl heidnischen Göttern als auch vergöttlichten Kaisern gelten konnte. In der Ostervigil, die Kaiser Konstantin in seiner Hauptstadt ausrichten ließ, flossen herrscherliche Repräsentation und christliche Feier ineinander: 

„Die heilige Nachtwache verwandelte er in Tageslicht, indem er durch dazu bestellte Männer in der ganzen Nacht Wachssäulen von gewaltiger Höhe anzünden ließ; es waren dies Feuerfackeln, die jede Stelle erhellten, so daß die geheimnisvolle Nachtwache heller wurde als der strahlende Tag. Wenn aber das Morgenrot angebrochen war, dann öffnete der Kaiser, die Wohltaten des Erlösers nachahmend, allen Provinzen, Völkern und Nationen seine wohltätige Rechte und schenkte allen alles in reichlicher Fülle.“

Zum Kult in der Antike gehörte zum Opfer oft ein Hymnus, in dem die Gottheit gerühmt wurde, der das Opfer galt. Die Osterkerze ist ursprünglich ein Brandopfer und der österliche Lobgesang, das Exsultet, ist einem Hymnus ähnlich, aber eigentlich eine gesungene Homilie, die in einer Präfation endet. Neben dem eigentlich ganz in Vergessenheit geratenen heidnischen Ursprung, der uns vielleicht nur noch in der Form der olympischen Flamme bekannt ist, entwickelte sich bald eine eigene Deutung der Osterkerze. In dem reinen „Leib“ der Kerze aus teurem, gebleichtem Bienenwachs sah man ein Sinnbild für die menschliche Natur Christi oder für seinen verklärten Leib nach der Auferstehung, während man die Flamme als Zeichen seiner göttlichen Natur auffasste. Die Flamme sollte nicht mehr von brennenden, übelriechenden Tierleibern genährt werden, sondern von reinen, wohlriechenden Elementen (Bienenwachs, Öl und Papyrus, der für den Docht gebraucht wurde). Die Osterkerze ist also ein Brandopfer, das Gott in der Liturgie dargebracht wird und mit anderen Opferpraktiken verglichen werden kann.

## Herstellung

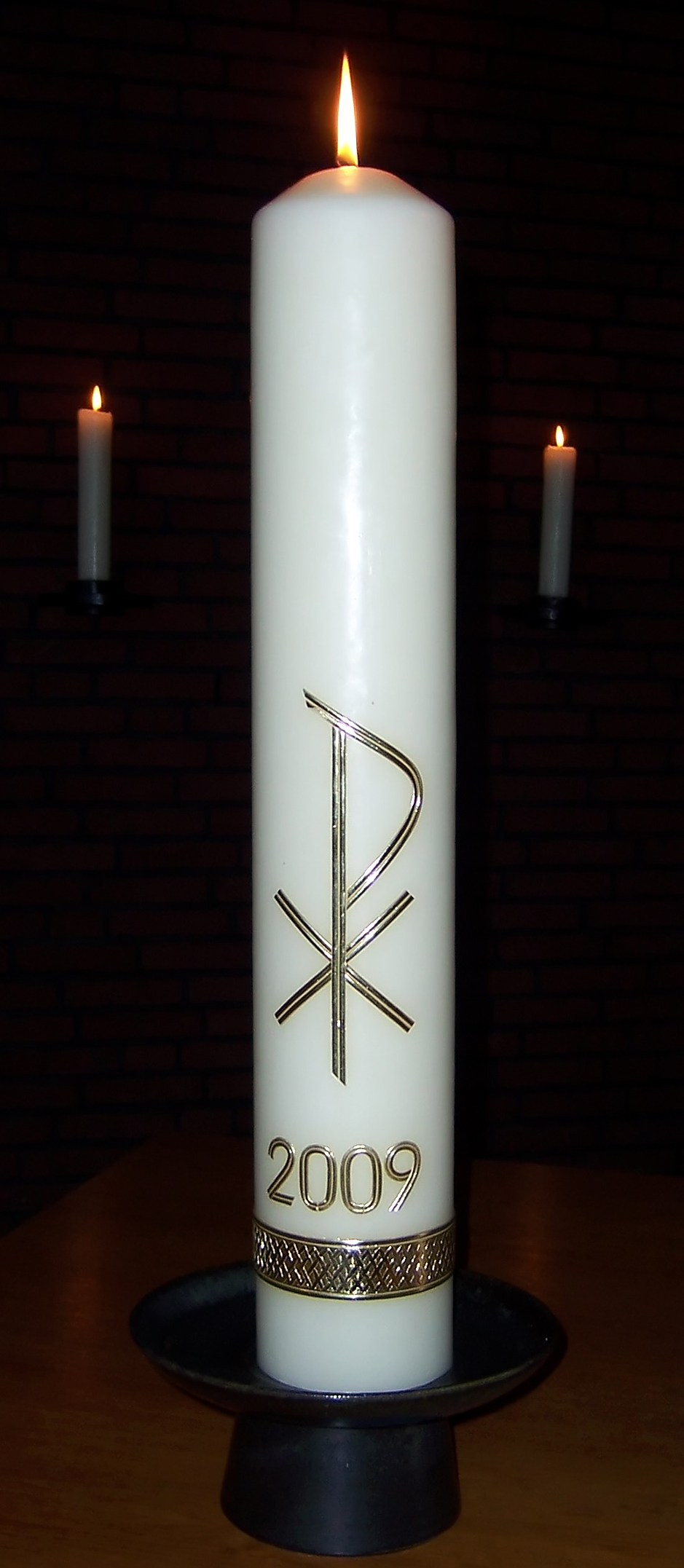
Osterkerze in einer evangelischen Kirche

Die Kerze wird aus flüssigem Wachs gezogen. Spätestens Mitte des zweiten Jahrhunderts waren Wachskerzen so weit entwickelt, dass sie in geschlossenen Räumen verwendet werden konnten, ohne durch Rußen und unangenehmen Geruch lästig zu werden. Das Material, aus dem die Kerze besteht, wird im Osterlob besonders gewürdigt:
„Denn die Flamme wird genährt vom schmelzenden Wachs, das der Fleiß der Bienen für diese Kerze bereitet hat.“
Bienenwachs galt als sehr kostbar, weil es mit mühevoller Arbeit verbunden und der fleißigen und jungfräulichen „Mutterbiene“ zu verdanken war. So wird der Fleiß der Bienen mit Recht zumindest in der ursprünglichen Fassung des gallikanischen Osterlobpreises ausführlich gerühmt.

## Symbolik

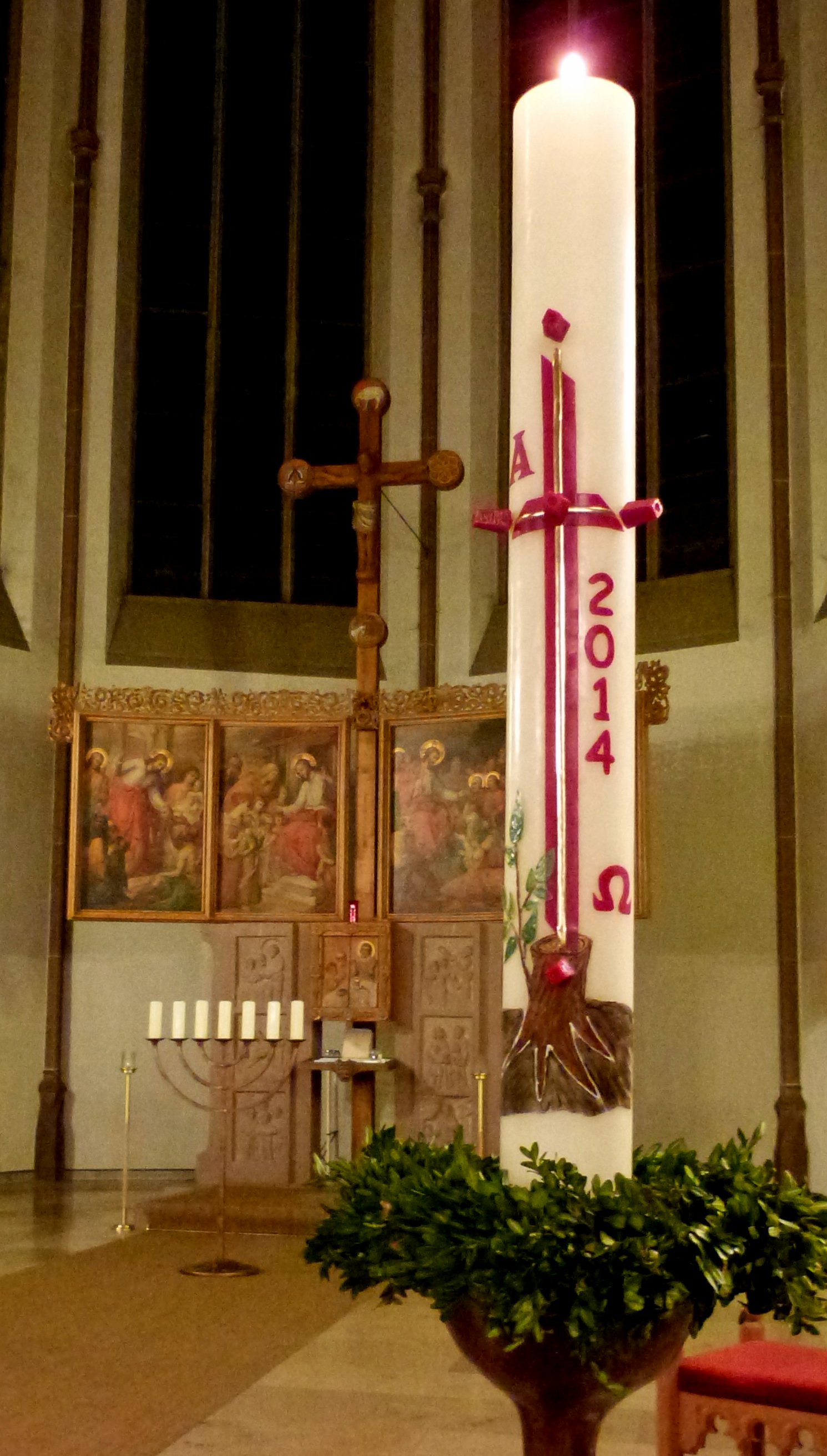
Osterkerze mit Kreuz, Jahreszahl und „Alpha“ und „Omega“

Die Osterkerze gilt als reine Opfergabe für Gott und symbolisiert die Feuersäule des Neuen Bundes. Wie das Volk Israel damals durch die Wüste und durch das Rote Meer hindurchzog, indem es der Feuersäule folgte, so ziehen heute die Christen in der Osternacht in die Kirche ein und folgen der brennenden Flamme der Kerze, Zeichen für den auferstandenen Christus.
Jahrhundertelang wurde die Osterkerze nur mit Blumen und Blättern geschmückt. Aufgrund ihrer Größe stellt sie den neuen Baum des Lebens dar. Der alte Feind, der Tod, der am Baum gesiegt hat, wurde selbst am Baum besiegt. Die üblichen Symbole, Kreuz, Jahreszahl und „Alpha“ ({\displaystyle \mathrm {A} }) als der erste Buchstabe sowie „Omega“ ({\displaystyle \Omega }) als der letzte Buchstabe des griechischen Alphabetes, tauchen erst Ende des 9. Jahrhunderts auf. Die heute üblichen roten oder goldenen Wachsnägel, Symbole für die Wundmale Christi, sind der alten Tradition der Osterkerze fremd.
Wenn die Osterkerze angezündet wird und der Ruf Lumen Christi erklingt, ist das das Zeichen, dass der Tod vor dem Leben und die Finsternis vor dem Licht weichen muss.

## Liturgie

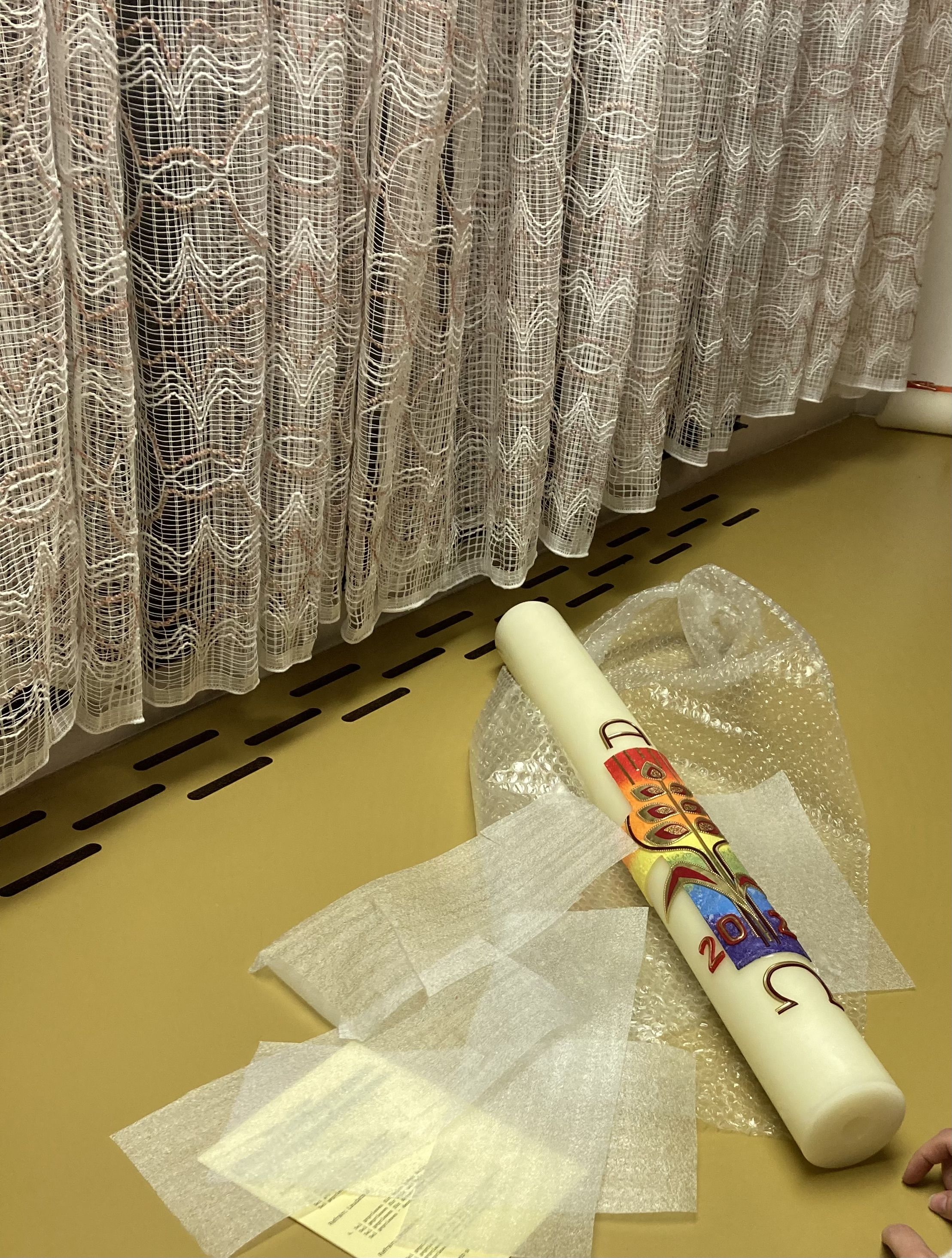
Die Osterkerze liegt auf der Anrichte in der Sakristei bereit

Meist wird vor der Kirche das Osterfeuer entfacht. Der Diakon oder Priester spricht die Gebete zur Weihe des Osterfeuers und der Bereitung der Osterkerze. Diese wird mit den Worten "Christus: Gestern und heute. Anfang und Ende. Alpha und Omega. Sein ist die Zeit und die Ewigkeit. Sein ist die Macht und die Herrlichkeit, in Ewigkeit. Durch seine heiligen Wunden die leuchten in Herrlichkeit erlöse und befreie und Christus der Herr. Amen." geweiht. Danach entzündet er sie mit Hilfe eines Dochtes am Licht des Osterfeuers. Er zieht dann mit der Osterkerze unter dem dreifach wiederholten Ruf Lumen Christi („Christus, das Licht“) vor der Gemeinde in die noch dunkle Kirche ein. Die Gemeinde antwortet jeweils mit Deo gratias („Dank sei Gott“). Danach wird die Osterkerze auf den Leuchter im Altarraum neben dem Ambo gestellt und das Osterlob, der Gesang Exsultet vorgetragen.

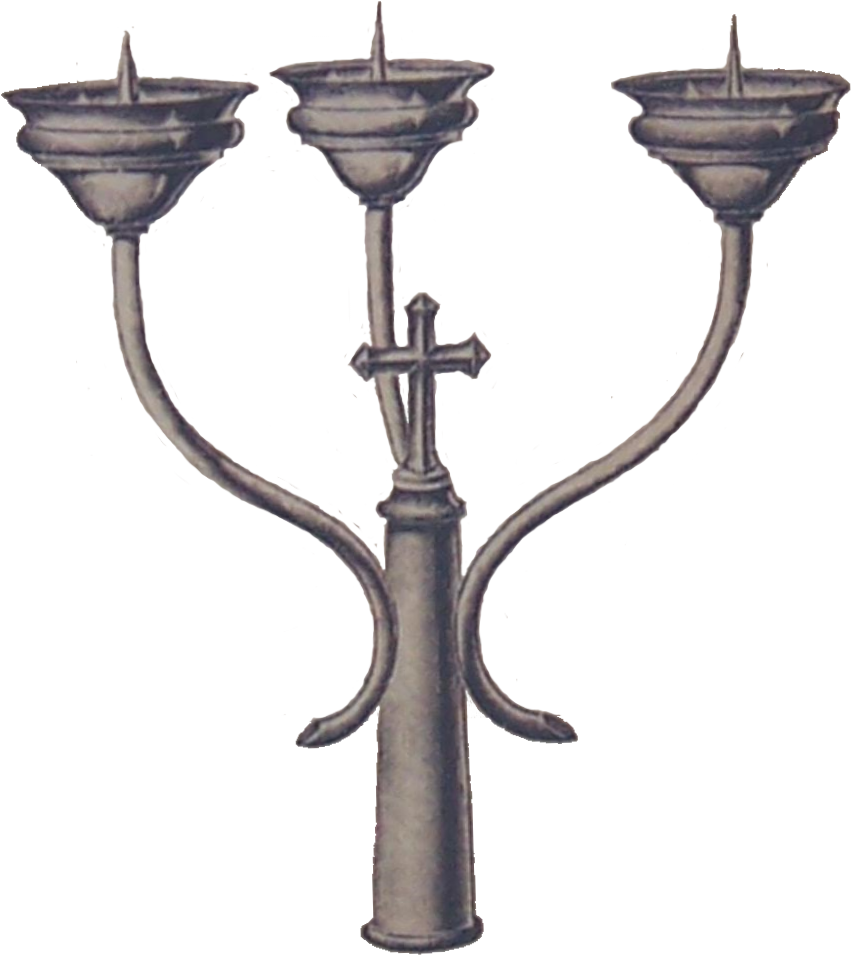
Leuchter mit drei Kerzen für die Osternachtliturgie vor der Reform durch Papst Pius XII.

Von der Osterkerze ausgehend wird das Licht an die Mitfeiernden weitergegeben, die eigene Kerzen mitbringen und beim Osterlob und bei der Erneuerung des Taufversprechens in Händen halten: Das Licht und die Wärme Christi sollen auch die Herzen der Gläubigen entfachen. Vor allem erinnert die eigene Kerze die Gläubigen an ihre Taufe und den Auftrag, als „Kinder des Lichts“ zu leben. An Christi Himmelfahrt wird die Osterkerze mancherorts nach dem Evangelium ausgelöscht, um symbolisch das Scheiden Christi von der Erde und das Auffahren in den Himmel deutlich zu machen. Der Leuchter mit der Osterkerze bleibt überall während der Osterzeit im Altarraum; nach Christi Himmelfahrt, spätestens aber nach Pfingsten wird er in der Taufkapelle oder in der Nähe des Taufbeckens aufgestellt. Bei Tauffeiern entzündet man an ihr die Taufkerze. Bei Trauungen, Jungfrauenweihen, Einkleidungen und feierlichen Ordensgelübden wird die Kerze des Feiernden an der Osterkerze entzündet. Bei der Begräbnisfeier steht die Osterkerze am Sarg des Verstorbenen.
Bis zur Karwochenreform des römischen Ritus durch Papst Pius XII. ab 1951 wurde mit der dem Osterfeuer entnommenen Flamme (ähnlich der byzantinischen Praxis) ein Leuchter mit drei Kerzen entzündet (die die drei weinenden Frauen am Grab symbolisieren sollten): Der Diakon oder der Priester zogen mit diesem Leuchter in die Kirche ein, wo die erste der drei Kerzen am Leuchter entzündet wurde; er erhob den Leuchter mit dem Ruf Lumen Christi, den die Gemeinde mit Deo gratias beantwortete. An zwei weiteren Stellen auf dem Weg zum Altarraum wurden jeweils die beiden anderen Kerzen mit denselben Rufen in jeweils höherer Tonlage entzündet. Beim Exsultet unterbrach der Diakon den Gesang an zwei festgesetzten Stellen, um fünf Weihrauchkörner als Symbol für die fünf Wunden Christi in vorbereitete Vertiefungen der Osterkerze einzusetzen und diese an dem vom Osterfeuer her mitgebrachten Leuchter zu entzünden; erst danach wurde ihr Licht auch an andere Kerzen im Raum weitergegeben.
Osterkerzen finden sich zunehmend auch in evangelischen Kirchen. Diese werden, abweichend vom Brauch in der römisch-katholischen Kirche, üblicherweise das ganze Kirchenjahr über im Gottesdienst angezündet.
Vielerorts gibt es für die Osterkerze besonders kunstvoll gestaltete Osterleuchter.